# خداع المرايا
خداع المرايا (بالإنجليزية: They Do It with Mirrors) هي رواية أدب بوليسي للكاتبة أجاثا كريستي. نُشرت للمرة الأولى في الولايات المتّحدة الأمريكية عن شركة دود وميد في عام 1952 تحت عنوان جريمة المرايا، بينما نُشرت في المملكة المتّحدة عن نادي كولنز للجرائم في 17 نوفمبر من ذلك العام تحت عنوانها الأصلي. بيع الإصدار الأمريكي بمبلغ قدره 2.50 دولار أمريكي، بينما بيع الإصدار الإنجليزي بـ 10 شلن و6 بنسات (10/6). يحتوي كتاب كريستي هذا على شخصية المحقّقة الآنسة ماربل.
أشادت إحدى المراجعات المنشورة في الفترة التي صدرت فيها الرواية بجوهر الحبكة، لكنّها أشارت إلى بطء سير الأحداث في النصف الأخير من الرواية. وصفت إحدى المراجعات اللاحقة الرواية على أنها تحمل «علامات انحدار واضحة»، واعتبرت أن المؤلّفة لم تكن مرتاحة تمامًا بالخلفية التي اختارتها لروايتها هذه.

## نبذه عن الكاتب
أجاثا كريستي تُعتبر أعظم مؤلفة في التاريخ من حيث إنشاء كتبها وعدد ما بيع منها من نسخ، وهي بلا جدال أشهر مَن كَتَب قصص الجريمة في القرن العشرين وفي سائر العصور. وقد تُرجمَت رواياتها إلى معظم اللغات الحية، وقارب عدد ما طبع منها ألفي مليون نسخة.

## خلاصة الحبكة
تلاحظ الآنسة ماربل قلق زميلتها الأمريكية في الدراسة روث فان ريدوك البالغ بشأن شقيقتها كاري لويز، وذلك في أثناء زيارة الآنسة ماربل لها في لندن. تطلب روث من الآنسة ماربل زيارة كاري لويز في منزلها «ستوني غايتس» في إنجلترا. أثار المنزل الفخم الفيكتوري إعجاب الآنسة ماربل؛ يتضمّن هذا المنزل مبنى منفصلًا للأولاد الجانحين، الأمر الذي جذب كاري لويس إلى زوجها الثالث لويس سيروكولد. تعيش كاري لويس مع عائلتها، إذ جلبت حفيدتها جينا زوجها الأمريكي والتر معها إلى إنجلترا لمقابلة عائلتها، وانتقلت ابنتها ميلدريد ستريت إلى منزل العائلة بعد أن أصبحت أرملة. يزور أبناء زوجها ستيفن وأليكسيس ريستاريك –الذين أصبحوا كبارًا الآن- المنزل باستمرار، إذ يقطنا في المنزل أثناء زيارة الآنسة ماربل. تقابل الآنسة ماربل في بادئ الأمر الشاب إدغار لوسون الذي يعمل بصفته سكرتيرًا لسيروكولد. تظهر على لوسون أعراض واضحة للفصام الزوراني، يتم تجاهلها إلى حد كبير.
تدرك الآنسة ماربل معاناة كاري لويس المتمثّلة ببعض المشاكل الصحية الناجمة عن تقدّمها في السن. ومع ذلك، تشعر الآنسة ماربل بالسعادة عند ملاحظتها بأن كاري لويز ما تزال الشخصية المحببة والمثالية والمحبّة التي لطالما عرفتها.
يصل زائر غير متوقّع إلى «ستوني غايتس»، وهو كريستيان جولبراندسن؛ ابن زوج كاري لويز الأول والمؤتمن على المؤسسة الخيرية التي أسسها والده باستخدام الثروة التي جمعها طيلة حياته. يسير لويس سيروكولد من محطّة القطار ويلتقي بكريستيان على الترّاس. تراقبهما الآنسة ماربل بواسطة منظار لمراقبة الطيور، إذ تحاول أن تعرف سبب زيارة كريستيان غير المتوقّعة. تتمكّن الآنسة ماربل من سماع بعض العبارات المتعلّقة بأهمية الإبقاء على مشكلة ما بعيدًا عن مسامع كاري لويز، وتستطيع سماع موافقتهما على طلب المساعدة الخارجية. يدخل كلا الرجلان لتناول العشاء، ثمّ ينعزل كريستيان في حجرته ليكتب بعض الرسائل.
يقف أفراد الأسرة مذهولين أمام المشهد الذي يحدث في مكتب لويس سيروكولد. يدخل لوسون إلى المكتب ومعه مسدّس، ثم يتحدّث مع لويس بصوت مرتفع؛ زاعمًا بأنّ لويس هو والده الحقيقي وأنّه عامله معاملةً سيّئةً. يهدّد لوسون لويس بإطلاق النار عليه، بينما يحاول لويس تهدئة الشاب.
تتفاقم حالة التوتر في هذ الحدث، وذلك بسبب مشكلة كهربائية تسبّبت بإطفاء الأنوار في معظم «غريت هول» خارج مكتب لويس. يعرف والتر كيفية تصليح الصمّام المعطّل، فيغادر الغرفة لإصلاحه ومن ثمّ يعاود الانضمام إلى المجموعة. يستمرّ إدغار لوسون بالصراخ على لويس، بينما تسمع العائلة صوت إطلاق نار وتتدخّل محاولةً فتح الباب. يسمع بعض أعضاء العائلة صوت طلقة أخرى (لكنّها لم تُطلق في مكتب لويس). يستهزأ لويس بأي محاولة للاطمئنان عليه بعد فتح باب المكتب أخيرًا، إذ ترى العائلة بأن جميع الطلقات التي أطلقها لوسون قد أصابت الجدار. ينهار لوسون باكيًا ويبدأ بتقديم الاعتذارات.

## حبكة الرواية
الآنسة ماربل تذهب للعيش في قصر ريفي واسع أُقيم فيه مشروع إصلاحي يضم نحو مئتين من الأحداث المنحرفين الذين يسعى أصحاب المشروع إلى تأهيلهم.
لقد جاءت الآنسة ماربل إلى هذا المكان الغريب استجابةً لطلب واحدة من صديقات دراستها القديمات، بعدما سيطر على هذه الصديقة شعور غريب بالخطر على أختها المقيمة في هذا القصر.
والآن تقع الجريمة. هل هذا هو الخطر الذي كانت تخشاه السيدة فان ريدوك؟ ومالذي ستفعله الآنسة ماربل؟

## العناوين العربية
خِدَاع المَرَايا - طبعة الأجيال للترجمة والنشر
الجريمة المعقدة - المركز العربي للنشر بالإسكندرية
الشاهدة الوحيدة - دار ميوزيك للنشر